# پارک های-می
پارک های-می (انگلیسی: Park Hye-mi) یک تکواندوکار اهل کره جنوبی است.
وی در مسابقات قهرمانی تکواندو جهان در سال ۲۰۰۷ پس از شکست در برابر کارین سرگری، در دسته سبک‌وزن مدال نقره را از آن خود کرد. وی در مسابقات تکواندو قهرمانی آسیا در سال ۲۰۰۸ موفق به کسب مدال طلا شد. وی در مسابقات قهرمانی جهان در سال ۲۰۰۹ در مسابقات دسته سبک‌وزن شرکت کرد، اما مرحله اول توسط گلادیس اپانگ که در نهایت برنده مدال طلا شد، شکست خورد.